# Vernonia wrightii
Vernonia wrightii là một loài thực vật có hoa trong họ Cúc. Loài này được Sch.Bip. miêu tả khoa học đầu tiên năm 1863.